# Синеречка
Синеречка — деревня в Яшкинском районе Кемеровской области России. Входит в состав Пачинского сельского поселения.

## История
Основано в 1924 году. По данным 1926 года имелось 11 хозяйств и проживало 57 человек (в основном — русские). В административном отношении деревня входила в состав Пачинского сельсовета Поломошинского района Томского округа Сибирского края.

## География
Деревня находится в северной части Кемеровской области, в юго-восточной части Западно-Сибирской равнины, на берегах реки Первая Синяя, на расстоянии примерно 12 километров (по прямой) к юго-востоку от посёлка городского типа Яшкино, административного центра района. Абсолютная высота — 196 метров над уровнем моря.

### Часовой пояс
Деревня Синеречка, как и вся Кемеровская область, находится в часовой зоне МСК+4. Смещение применяемого времени относительно UTC составляет +7:00.

## Население
| 2010 |
| ---- |
| 64   |

Гендерный состав
По данным Всероссийской переписи населения 2010 года в гендерной структуре населения мужчины составляли 46,9 %, женщины — соответственно 53,1 %.
Национальный состав
Согласно результатам переписи 2002 года, в национальной структуре населения русские составляли 98 % из 75 чел.

## Улицы
Уличная сеть деревни состоит из двух улиц и одного переулка.